# Kopis

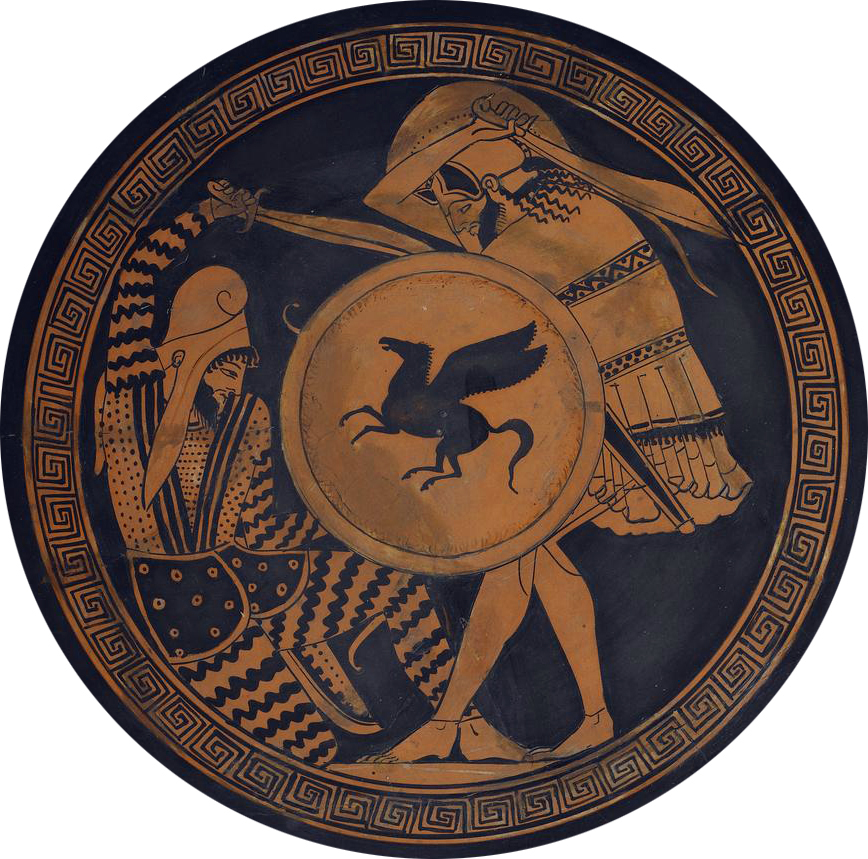
Griechischer Hoplit und persischer Krieger kämpfen gegeneinander. Darstellung im antiken Kylix. 5. Jh. B.C. Nationales Archäologisches Museum von Athen

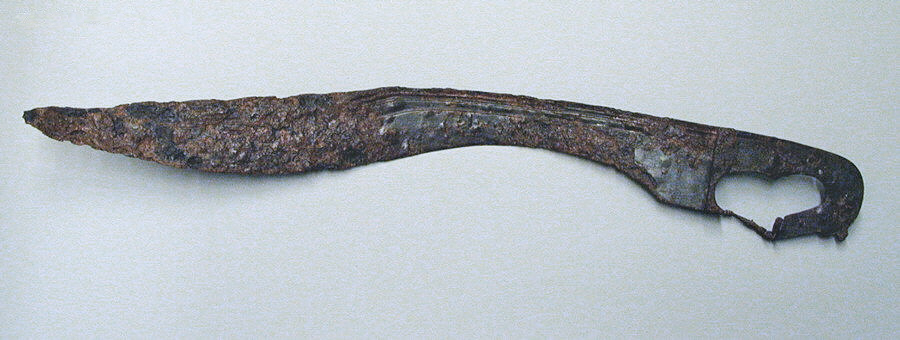
Griechisches Kopis aus dem V. bis IV. Jahrhundert v. Chr.

Die Kopis (altgriechisch κοπίς kopís, deutsch ‚Dolch, gekrümmter Säbel‘) ist ein Hiebschwert aus der Antike, das ursprünglich von den Griechen eingesetzt wurde und später Verbreitung in weiten Teilen des Mittelmeerraums fand. Nach Untersuchungen des Blankwaffenforschers Richard F. Burton ist die Kopis in Anlehnung an das altägyptische Chepesch entstanden. Aus dem Chepesch entwickelten sich verschiedene Formen der Kopis, woraus dann eine als Falcata bekannte Waffe entstand, die gelegentlich mit dem Oberbegriff der Machaira gleichgesetzt wird.

## Beschreibung
Charakteristisch ist die nach vorn abfallende, breiter werdende und asymmetrische Klinge, die dazu diente, schwere Hiebe auszuführen, die den Schild des Gegners zerbrechen konnten. Möglicherweise diente die starke Biegung auch dazu, um feindliche Schilde herumzuschlagen. Außerdem fällt der Griff auf, der die Hand zum großen Teil, manchmal sogar ganz umschließt. Zum einen verhindert er das Ausrutschen des Griffs und damit den Verlust der Waffe in der Schlacht, zum anderen bietet er eine Parierfläche.

## Verbreitung
Die Kopis wurde von Kavallerie und Infanterie (als zusätzliche Nahkampfwaffe der Hopliten und Phalangiten) gleichermaßen eingesetzt. Durch die frühen griechischen Kolonisten und durch Alexander wurde die Kopis in der Welt verbreitet. Viele Völker, die gegen griechische Armeen kämpften, u. a. die Perser und die Römer, aber auch Inder, übernahmen sie. Auch bei den Karthagern und Lusitaniern kannte man dieses Schwert, allerdings wird es in diesem Zusammenhang oft Falcata genannt.